# Chatakonda
Chatakonda is een census town in het district Bhadradri Kothagudem van de Indiase staat Telangana. 

## Demografie
Volgens de Indiase volkstelling van 2001 wonen er 2701 mensen in Chatakonda, waarvan 50% mannelijk en 50% vrouwelijk is. De plaats heeft een alfabetiseringsgraad van 55%. 